# Țara Bârsei

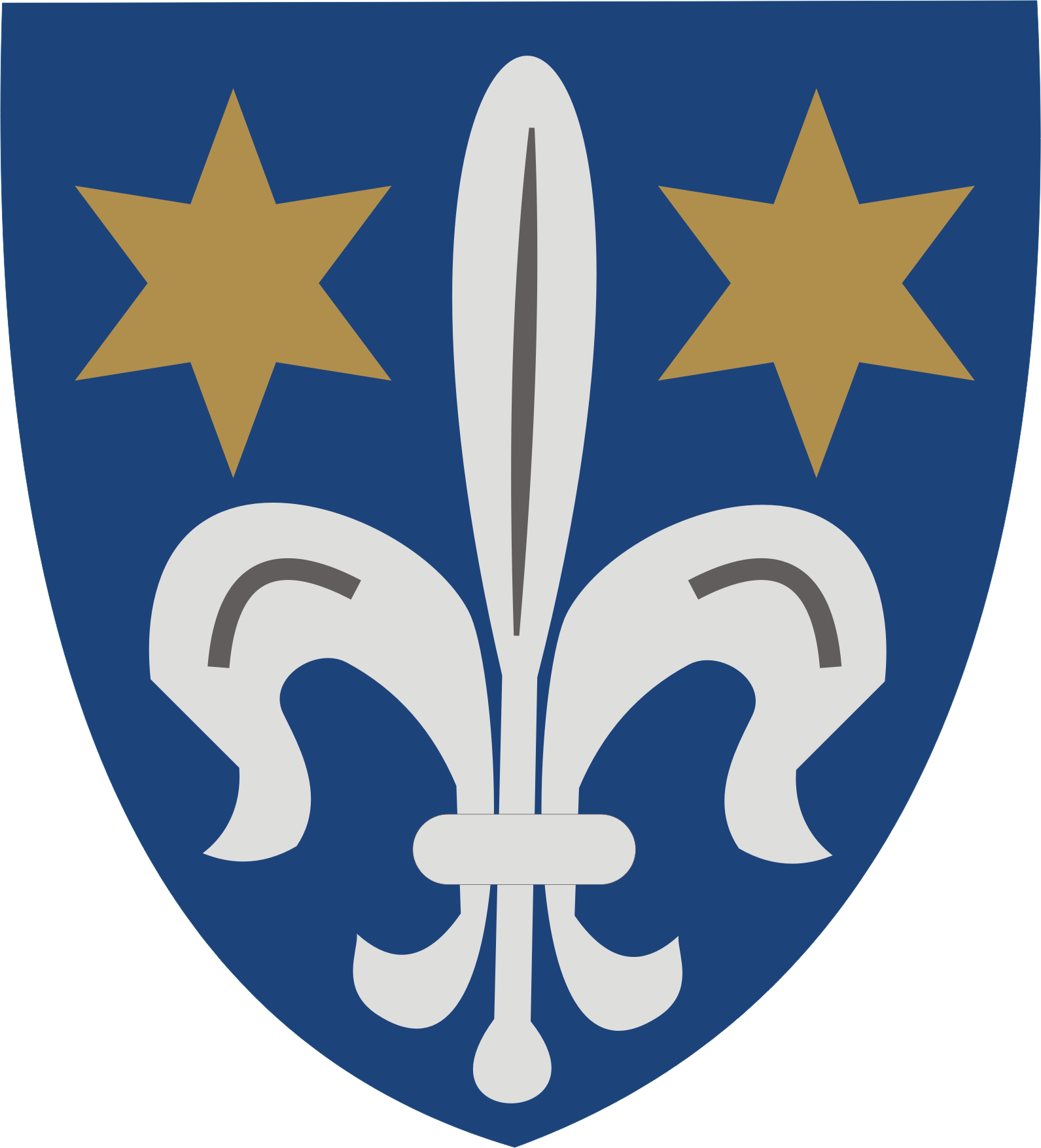
Het wapen van Burzenland

Op deze kaart is het Burzenland het groene gebied in het zuidoosten rondom Brasov/Kronstadt

Țara Bârsei (Duits: Burzenland, Hongaars: Barcaság) is een historische en etnografische landstreek in Zuidoost-Transsylvanië (Roemenië), met een gemengde bevolking van Roemenen, Duitsers en Hongaren. Sinds het vertrek van de meeste Duitssprekende Zevenburger Saksen in de 20e eeuw wordt de streek voornamelijk bevolkt door Roemenen. De naam van het gebied komt van het riviertje de Bârsa (Burzen), een zijrivier van de Olt. De grootste stad in de landstreek is Brașov.

## Geschiedenis
In het jaar 1211 werd het gebied door koning András II van Hongarije toegewezen aan de Duitse ridderorde om het gebied te bevolken met Duitse (Saksische) kolonisten. De ridderorde begon met de bouw van burchten en dorpen in het gebied. De ridderorde werd na 14 jaar verdreven en de Saksen vormden daarna een zelfbestuur. Dit zelfbestuur had autonomie onder de Hongaarse staat en maakte deel uit van de Saksische streek Königsboden. In 1876 werd de autonomie opgeheven en werd het comitaat Brassó ingesteld. Dit comitaat bleef bestaat tot 1918, toen het gebied onder Roemeens bestuur kwam. De Saksische bevolking is sinds de jaren 70 sterk afgenomen door een sterke emigratie naar West-Duitsland.

## Plaatsen in historisch Burzenland
Duitse, Roemeense en Hongaarse namen
- Bartholomä (Bartolomeu, het noordwestelijke stadsdeel van Brașov)
- Bienengärten (Stupini, Méheskert, nu tevens stadsdeel van Brasov)
- Brenndorf (Bod, Botfalu)
- Heldsdorf (Hălchiu, Höltövény)
- Honigberg (Hărman, Szászhermány)
- Kronstadt (Brașov, Brassó)
- Kreisbach (Crizbav, Krizba)
- Marienburg (Feldioara, Földvár)
- Neudorf (Satu Nou, Barcaújfalu, nu onderdeel van Halchiu)
- Neustadt (Cristian, Keresztényfalva)
- Nußbach (Măieruș, Szászmagyarós)
- Petersberg (Sânpetru, Barcaszentpéter)
- Rosenau (Râșnov, (Barcarozsnyó)
- Rothbach (Rotbav, Szászveresmart, onderdeel van Feldioara)
- Schirkanyen (Șercaia, Sárkány)
- Tartlau (Prejmer, Prázsmár)
- Törzburg (Bran, Törcsvár)
- Weidenbach (Ghimbav, Vidombák)
- Wolkendorf (Vulcan, Szászvolkány)
- Zeiden (Codlea, Feketehalom)

Bijzonder is dat Schirkanyen (Șercaia, Sárkány) los lag van de rest van het Burzenland.